# Полидактилия
Полидактили́я (др.-греч. πολύς — много + δάκτυλος — палец, синоним — многопалость), также известная как гипердактилия — порок развития, характеризующейся бо́льшим, чем в норме, количеством пальцев на руках или ногах у человека, собак, котов и лошадей. Противоположным отклонением является олигодактилия.
Полидактилия является одной из наиболее распространённых наследственных аномалий конечностей.

## Признаки и симптомы
У людей и животных она может проявляться как на одной, так и на обеих руках. Обычно дополнительный палец представляет собой небольшой кусочек мягкой ткани, которую можно удалить. Иногда это просто кость без суставов; очень редко лишний палец бывает полноценным. Дополнительный палец чаще всего образуется со стороны мизинца, реже - на стороне большого пальца и очень редко - между средними пальцами. Обычно лишний палец является аномальным разветвлением обычного пальца, редко возникает на запястье, как обычный палец.

## Наследственность
Полидактилия может встречаться, как изолированный дефект (несиндромная полидактилия) или как часть синдрома (синдромная полидактилия).
Несиндромная полидактилия обычно наследуется по аутосомно-доминантному типу с различной пенетрантностью.
У человека описаны 4 гена, вызывающих полидактилию (GLI3, ZNF141, MIPOL1 и PITX1), а также обнаружены ещё 10 генных локусов.

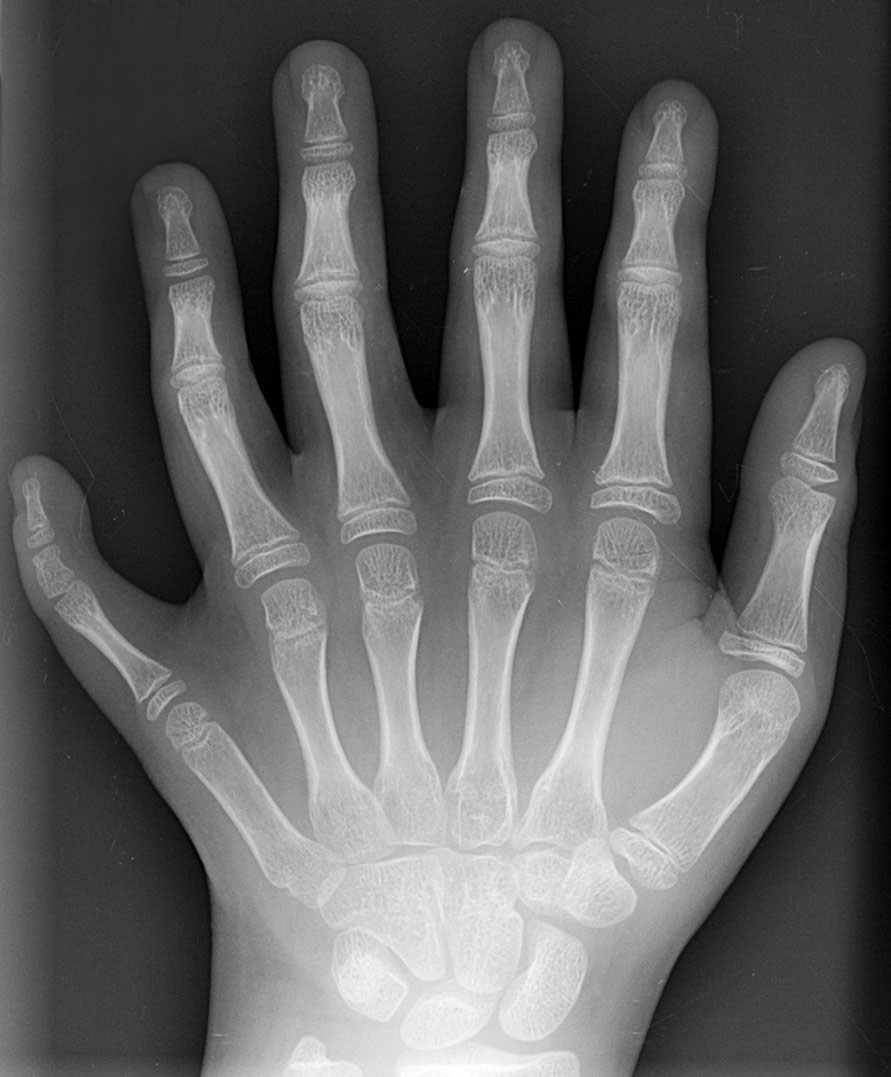
Полидактилия левой руки
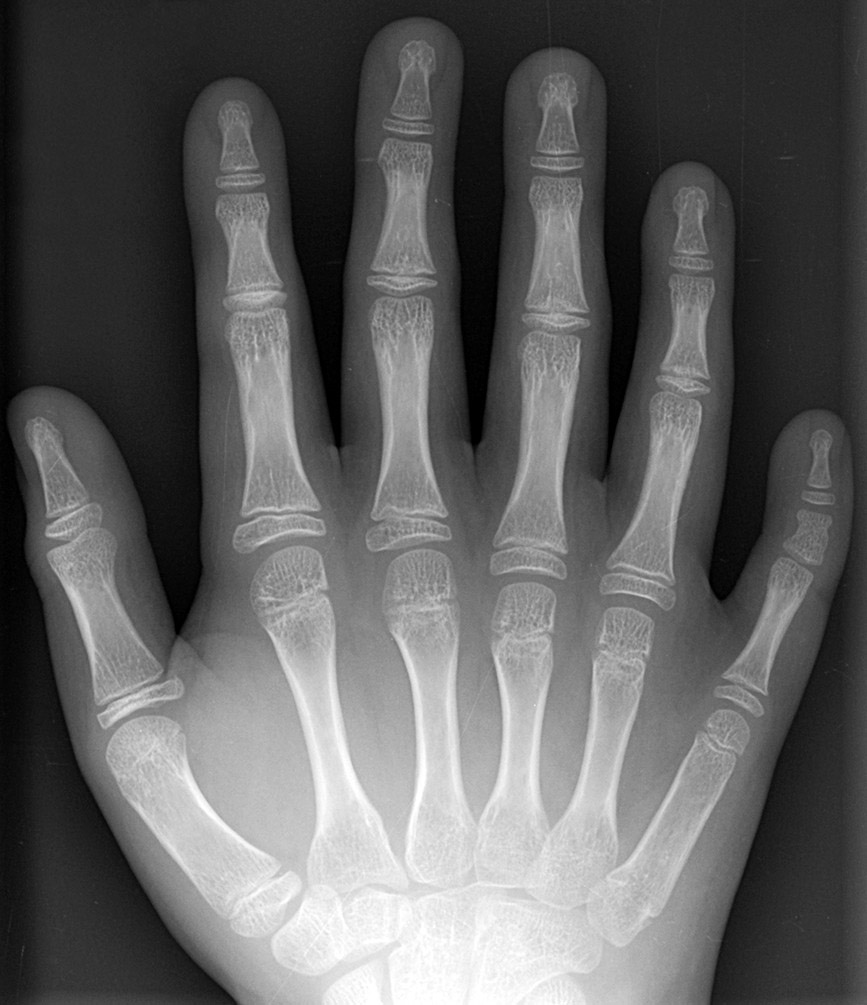
Полидактилия правой руки
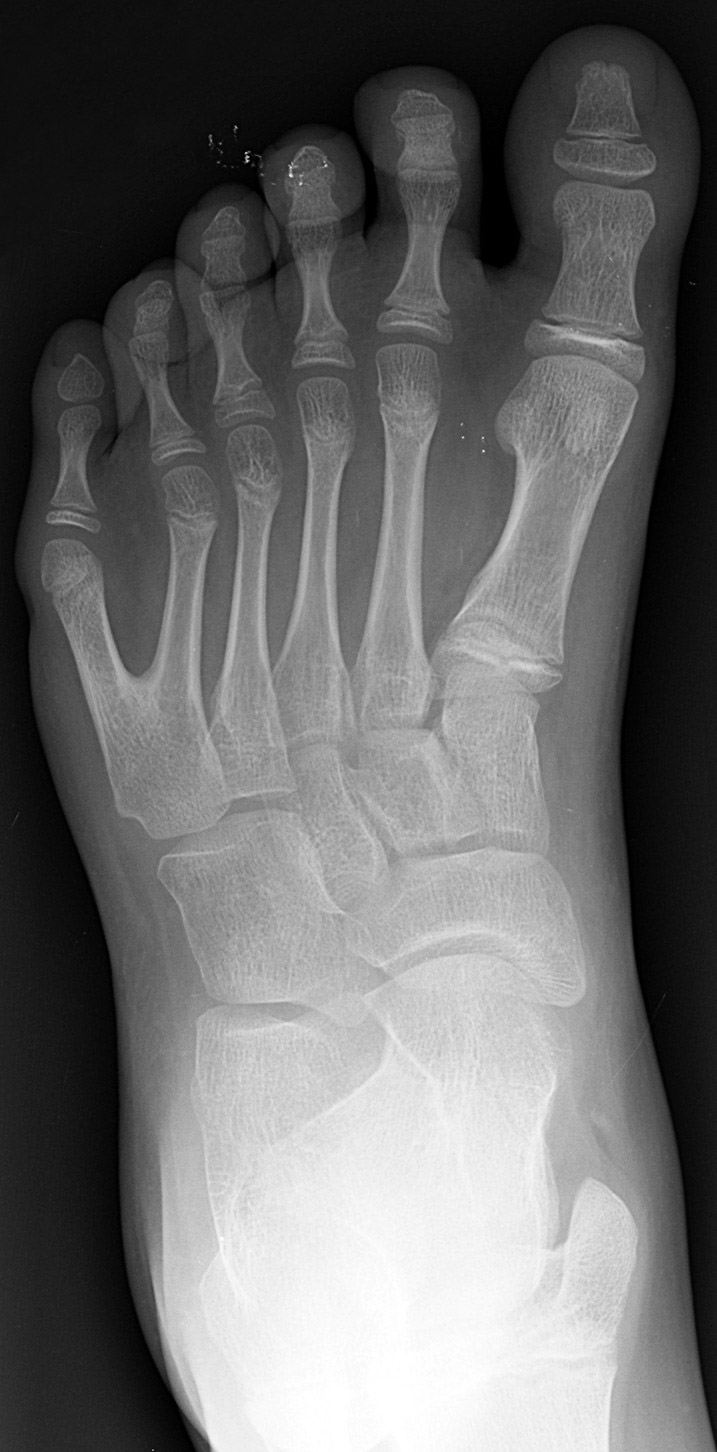
Полидактилия левой стопы
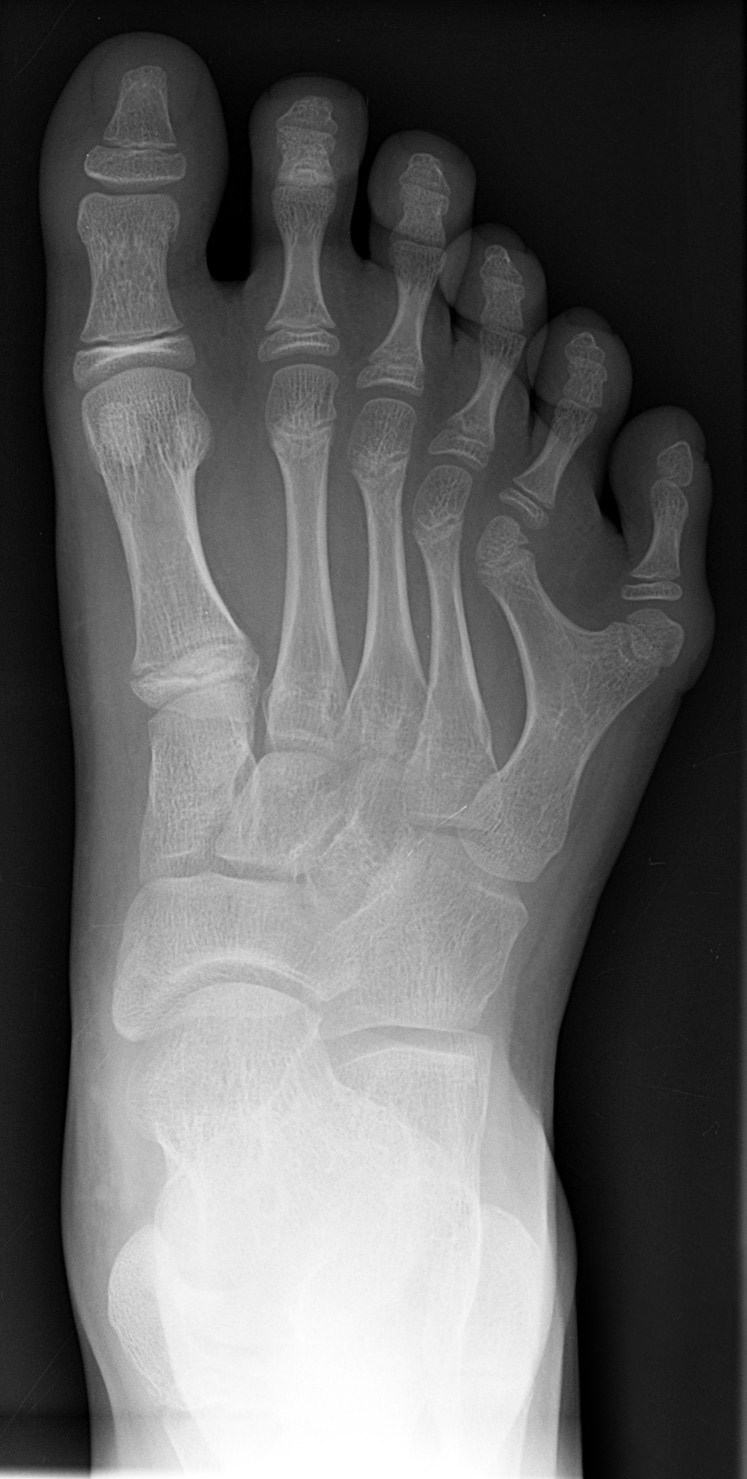
Полидактилия правой стопы

## Причины
- Синдром Рубинштейна-Тейби
- Семейная полидактилия (наследственность)
- Синдром Карпентера
- Синдром Эллис-ван-Кревельда (хондроэктодермальная дисплазия)
- Трисомия 13 (синдром Пата́у)
- Синдром Смит-Лемли-Опиц
- Торакальная дистрофия с асфиксией
- Синдром Лауренс-Мун-Биедл

## Распространённость
«Рекордсменом» полидактилии является индийский мальчик Акшат Саксен, у которого 34 пальца: по 7 пальцев на каждой руке и по 10 пальцев на каждой ноге.

### Знаменитости
- Актриса Джемма Артертон родилась с шестью пальцами на каждой руке, но эта аномалия была исправлена операционным методом ещё в детстве[5].
- Шесть пальцев на одной из ног имеют актриса Хэлли Берри и телеведущая Опра Уинфри[6]
- История гласит, что английская королева Анна Болейн обладала шестым пальцем, или немым отростком, чем-то напоминавшим выступающий ноготь на правой руке, и для того, чтобы скрыть сей недостаток, ввела в моду длинные рукава[7].
- У индийского актера Ритика Рошана два больших пальца на правой руке.
- Известный американский музыкант, участник музыкальных групп Slipknot и AMPT Сид Уилсон родился с 6 пальцами, один из которых вскоре был удален.

### Кино и литература
- Один из персонажей мультсериала Гравити Фолз, Стэнфорд Пайнс, обладает шестью пальцами на обеих руках.